# تین ناد ولتاوو
تین ناد ولتاوو (به لاتین: Týn nad Vltavou) یک منطقهٔ مسکونی در جمهوری چک است که در شهرستان چسکه بودیوویتسه واقع شده‌است. تین ناد ولتاوو ۸٬۳۰۹ نفر جمعیت دارد.